# Doe Wat '83

Symbool van de kraakbeweging

Doe Wat '83 was een (internationaal) festival dat van 23 mei tot en met 28 mei 1983 werd gehouden in Hengelo. Het festival, dat bedoeld was als een "sosjaal protest" tegen woningnood, armoede, kernwapens, kernenergie, (jeugd)werkloosheid en ander ongerief, bond Nederlandse en buitenlandse organisaties van verschillende - zij het doorgaans linkse - signatuur aan elkaar. Het festival was geïnspireerd op een eerder manifestatie die onder de naam Tuwat enkele jaren eerder plaatsvond in Berlijn. De organisatie van het evenement geïnitieerd door een groep alternatieve Hengelose jongeren, verenigd in de organisatie Innocent die een afsplitsing was van de jongerenbeweging Babylon. De festivallocatie was een braakliggend terrein aan de Weideweg.
De manifestatie werd uiteindelijk een samenwerking van verschillende organisaties, waarbij - naar uit latere analyses bleek - de kraakbeweging het voortouw had. Bekendheid in Nederland en daarbuiten werd beoogd door het verspreiden van pamfletten en posters die in heel Europa hun weg vonden. Hoewel ook de autoriteiten vooraf rekening hielden met meer dan 10.000 festivalgangers, werd het bezoekersaantal uiteindelijk vastgesteld op 1500. Daarvan kwamen er circa 350 uit West-Duitsland.
De bijeenkomst was vooraf al onder druk gezet door Hans Janmaat, politiek leider van de Centrumpartij, die had aangekondigd "de demonstranten de oren te (zullen) komen wassen". Janmaat, noch de zijnen, lieten zich evenwel zien.
Het festival kende een aantal ludieke momenten (waarbij verschillende bands optraden) maar was toch in eerste instantie gericht op discussies over jeugdwerkloosheid, bewapening, kernenergie, en (anti)discriminatie. De deelnemers aan het festival, voor zover niet in de nabijheid woonachtig, kampeerden op het festivalterrein.
Op de vrijdag van het festival vond een demonstratie plaats tegen de fabriek van Holland Signaal, waarbij het kwam tot schermutselingen tussen demonstranten en gezagsdragers. De Overijsselse provincieplaats Hengelo voelde zich tijdens de manifestatie even de hoofdstad van links Nederland.
Door de aanhoudende regen viel veel van het overige programma letterlijk in het water. De organisatie blies, door het slechte weer en de uit de hand gelopen demonstratie bij Signaal, de laatste festivaldag af.
Het evenement werd door de Binnenlandse Veiligheidsdienst nauwlettend in het oog gehouden.